# Терсюкська сільська рада
Терсю́кська сільська рада (рос. Терсюкский сельский совет) — сільське поселення у складі Шатровського району Курганської області Росії.
Адміністративний центр — село Терсюкське.
Населення сільського поселення становить 727 осіб (2017; 872 у 2010, 1149 у 2002).

## Склад
До складу сільського поселення входять:
| Населений пункт       | Населення, осіб (2002) | Населення, осіб (2010) |
| --------------------- | ---------------------- | ---------------------- |
| Воротниково, присілок | 163                    | 88                     |
| Коршунова, присілок   | 94                     | 38                     |
| Мурашова, присілок    | 58                     | 39                     |
| Портнягино, присілок  | 156                    | 86                     |
| Терсюкське, село      | 678                    | 621                    |